# Satau
Satau è un villaggio del Botswana situato nel distretto Nordoccidentale, sottodistretto di Chobe. Il villaggio, secondo il censimento del 2011, conta 605 abitanti.

## Località
Nel territorio del villaggio sono presenti le seguenti 4 località:
- Liambezi di 8 abitanti,
- Masandzo di 3 abitanti,
- Mazunzwe,
- Toropo di 6 abitanti